# Чемпіонат УРСР з легкої атлетики 1962
Чемпіонат УРСР з легкої атлетики 1962 року відбувся 26-29 серпня у Дніпропетровську.
На чемпіонаті не спостерігалося звичайної гострої боротьби ані в командній, ані в особистій першості. У ряді видів переможці показали невисокі результати. Єдиний республіканський рекорд на цих змаганнях встановив киянин Анатолій Аляб'єв. Він досяг у потрійному стрибку 16,14 м.

## Медалісти

### Чоловіки
| Дисципліни                | Золото                                | Золото     | Срібло | Срібло | Бронза | Бронза |
| ------------------------- | ------------------------------------- | ---------- | ------ | ------ | ------ | ------ |
| 100 метрів                | В'ячеслав Хричов Львів                | 10,5       |        |        |        |        |
| 200 метрів                | Леонід Коряченко Одеса                | 21,8       |        |        |        |        |
| 400 метрів                | Віктор Прийвін Дніпропетровськ        | 48,5       |        |        |        |        |
| 800 метрів                | Віктор Валявко Київ                   | 1.51,5     |        |        |        |        |
| 1500 метрів               | Віктор Валявко Київ                   | 3.47,8     |        |        |        |        |
| 5000 метрів               | Володимир Мамонтов Дніпропетровськ    | 14.17,6    |        |        |        |        |
| 10000 метрів              | Борис Єфімов Запоріжжя                | 30.02,2    |        |        |        |        |
| 110 метрів з бар'єрами    | Володимир Козирець Запоріжжя          | 14,2       |        |        |        |        |
| 400 метрів з бар'єрами    | Арнольд Мацулевич Київ                | 52,3       |        |        |        |        |
| 3000 метрів з перешкодами | Іван Беляєв Дніпропетровськ           | 8.53,0     |        |        |        |        |
| Марафон                   | Василь Фроловський Запоріжжя          | 2:26.25,0  |        |        |        |        |
| Ходьба 20 кілометрів      | Віктор Царьов Дніпропетровськ         | 1:36.39,2  |        |        |        |        |
| Ходьба 50 кілометрів      | Олександр Штанєв Київ                 | 4:23.05,4  |        |        |        |        |
| Стрибки у висоту          | Андрій Хмарський Одеса                | 2,05 м     |        |        |        |        |
| Стрибки з жердиною        | Геннадій Близнецов Харків             | 4,40 м     |        |        |        |        |
| Стрибки у довжину         | Антон Халаджі Харків                  | 7,71 м     |        |        |        |        |
| Потрійний стрибок         | Анатолій Аляб'єв Київ                 | 16,14 м NR |        |        |        |        |
| Штовхання ядра            | Володимир Березуцький Дніпропетровськ | 16,80 м    |        |        |        |        |
| Метання диска             | Броніслав Баденко Дніпропетровськ     | 53,26 м    |        |        |        |        |
| Метання молота            | Микола Добривечір Київ                | 63,04 м    |        |        |        |        |
| Метання списа             | Юрій Осипов Одеса                     | 66,58 м    |        |        |        |        |
| Десятиборство             | Юрій Кутенко Львів                    | 6857 очок  |        |        |        |        |

### Жінки
| Дисципліни            | Золото                          | Золото    | Срібло | Срібло | Бронза | Бронза |
| --------------------- | ------------------------------- | --------- | ------ | ------ | ------ | ------ |
| 100 метрів            | Віра Крепкіна Київ              | 11,7      |        |        |        |        |
| 200 метрів            | Лариса Зленко Дніпропетровськ   | 24,9      |        |        |        |        |
| 400 метрів            | Людмила Лисенко Дніпропетровськ | 56,3      |        |        |        |        |
| 800 метрів            | Людмила Лисенко Дніпропетровськ | 2.09,2    |        |        |        |        |
| 80 метрів з бар'єрами | Лілія Макошина Київ             | 11,0      |        |        |        |        |
| Стрибки у висоту      | Людмила Комлєва Харків          | 1,67 м    |        |        |        |        |
| Стрибки у довжину     | Галина Шахова Дніпропетровськ   | 6,13 м    |        |        |        |        |
| Штовхання ядра        | Марія Кузнецова Київ            | 15,96 м   |        |        |        |        |
| Метання диска         | Альбіна Єлькіна Запоріжжя       | 50,50 м   |        |        |        |        |
| Метання списа         | Галина Висоцька Полтава         | 49,52 м   |        |        |        |        |
| П'ятиборство          | Антоніна Карташова Донецьк      | 4388 очок |        |        |        |        |